# 佐古真弓
佐古真弓（1978年1月13日—），出身於東京都的日本女性舞台剧演员及配音演员，曾經所屬文學座，現爲都株式會社&Co.所属。她是已故男演员及配音員的佐古正人的女儿。

## 生平
- 1997年加入文學座研究所（第37期生），2002年爲該劇團的團員。2017年退出文學座，現爲都株式會社&Co.[3]。
- 牛奶屋盒子故事是舞台劇出道作品。
- 除了舞台劇出演之外，也有參與電視及電影的配音工作。配音作品以海外電視劇及電影爲主要，多聲演魅力類型的少女、美女、成熟女性居多，但不泛也有與美女相反的女性擔當。
- 在吹替作品中，以施嘉莉·祖安遜、麗素·麥雅當絲、吉爾·弗林特出演作品的配音擔當比較多。

## 演出作品

### 舞台劇
- 牛奶屋盒子故事

## 配音作品

### 電視動畫
2008年
- 女神异闻录 ～三位一体之魂～（山咲真由理／橘花沙季）

2011年
- Dragon Crisis!（甲斐）

2014年
- 金田一少年之事件簿R（柳愛碧）

2015年
- Go！Princess 光之美少女（舘響子）

2017年
- 遊戲王VRAINS（老師）

2018年
- 雷頓 不可思議偵探社 ～卡特莉的解謎事件簿～（梅莉）

2020年
- Healin' Good ♥ 光之美少女（澤泉奈央）
- 虛構推理（樱川六花）
- GREAT PRETENDER（伊莎貝爾·繆勒）
- 體操武士（スカーレット）

2023年
- 海盜戰記 SEASON 2（亞涅茲[4]）
- 虛構推理 Season2（櫻川六花[5]）

### Web動畫
2020年
- 無限住人-IMMORTAL-（目黒）

### 劇場版動畫
2001年
- 千与千寻

2017年
- 想要傳達你的聲音（行合みつえ）

### 游戏
- 生化危机6（海伦娜·哈珀）
- 教团：1886
- 底特律：变人（卡拉）
- 拳皇XIV（拜斯）
- 拳皇世界（拜斯）
- 拳皇全明星（拜斯）

### 吹替
電視/電影
| 年份 | 作品名稱                     | 配演角色                        | 演員                      | 媒介              |
| ---- | ---------------------------- | ------------------------------- | ------------------------- | ----------------- |
| 2009 | 神探福爾摩斯                 | 艾琳·雅德勒                     | 麗素·麥雅當絲             | 公映/影碟版本     |
| 2010 | 晨早兜巴星                   | 碧琪·富拉                       | 麗素·麥雅當絲             | 影碟版本          |
| 2011 | 神探福爾摩斯：詭影遊戲       | 艾琳·雅德勒                     | 麗素·麥雅當絲             | 影碟版本          |
| 2014 | 頭號公敵                     | Annabel Richter                 | 麗素·麥雅當絲             | 影碟版本          |
| 2015 | 再戰擊情                     | 莫琳·霍帕                       | 麗素·麥雅當絲             | 影碟版本          |
| 2015 | True Detective(S2)           | 安蒂岡妮·“安妮”·貝澤里德斯      | 麗素·麥雅當絲             | 付費頻道/影碟版本 |
| 2017 | 離經叛愛                     | 埃斯蒂·庫珀曼                   | 麗素·麥雅當絲             | 影碟版本          |
| 2020 | 歐洲歌唱大賽：火焰傳說       | 西格麗·艾瑞克斯多蒂爾           | 麗素·麥雅當絲             | Netflix串流媒體   |
| 2010 | 鐵甲奇俠2                    | 「黑寡婦」娜塔莎·羅曼諾夫       | 施嘉莉·祖安遜             | 公映/影碟版本     |
| 2011 | 翻身動物園                   | 凱莉·佛斯特                     | 施嘉莉·祖安遜             | 公映/影碟版本     |
| 2013 | 性人君子                     | 芭芭拉·舒格曼                   | 施嘉莉·祖安遜             | 影碟版本          |
| 2014 | LUCY：超能煞姬               | Lucy                            | 施嘉莉·祖安遜             | 影碟版本          |
| 2016 | 萬千星輝綁架案               | 戴安娜·莫蘭                     | 施嘉莉·祖安遜             | 影碟版本          |
| 2009 | Nurse Jackie(E4)             | Melissa Greenfield              | 吉爾·弗林特               | WOWOW頻道         |
| 2009 | 「法」妻(E12)                | Lana Delaney                    | 吉爾·弗林特               | 電視版本          |
| 2009 | 上流名醫                     | 吉爾·卡西                       | 吉爾·弗林特               | WOWOW頻道/DVD版本 |
| 2013 | 福爾摩斯新傳(E19)            | Alysa Darvin/Elle Basten        | 吉爾·弗林特               | 電視頻道/DVD版本  |
| 2014 | 夜班醫生                     | Jordan Alexander                | 吉爾·弗林特               | WOWOW頻道/DVD版本 |
| 2009 | 龍紋身的女孩                 | 莉絲·莎蘭德                     | 露美·慧柏絲               | DVD版本           |
| 2009 | 玩火的女孩                   | 莉絲·莎蘭德                     | 露美·慧柏絲               | DVD版本           |
| 2009 | 直搗蜂窩的女孩               | 莉絲·莎蘭德                     | 露美·慧柏絲               | DVD版本           |
| 2012 | 普羅米修斯                   | 伊莉莎白·蕭                     | 露美·慧柏絲               | 衛星頻道重配版    |
| 2012 | 挑情殺局                     | 伊麗莎白·占士                   | 露美·慧柏絲               | 影碟版本          |
| 2015 | 叛國追凶                     | 瑞莎·潔米多娃                   | 露美·慧柏絲               | 影碟版本          |
| 2012 | 無法無天                     | 瑪姬·畢佛                       | 謝茜嘉·謝西婷             | 影碟版本          |
| 2012 | 追擊拉登行動                 | 瑪雅·林拔                       | 謝茜嘉·謝西婷             | 影碟版本          |
| 2016 | 槍狂帝國                     | 伊麗莎白·絲朗                   | 謝茜嘉·謝西婷             | 影碟版本          |
| 2017 | 莫莉遊戲                     | 莫莉·布姆                       | 謝茜嘉·謝西婷             | 影碟版本          |
| 2009 | 搶錢家族                     | 珍·瓊斯                         | 安芭·赫德                 | DVD版本           |
| 2013 | 決勝機密                     | 愛瑪·詹寧斯                     | 安芭·赫德                 | 影碟版本          |
| 2014 | 3日限殺令                    | Vivi Delay                      | 安芭·赫德                 | 影碟版本          |
| 2008 | 新鐵金剛之量子殺機           | 卡米爾·芒                       | 奧嘉·古莉寧高             | 影碟版本          |
| 2012 | 關鍵追擊                     | 安娜·勃蘭特                     | 奧嘉·古莉寧高             | 影碟版本          |
| 2018 | 特務戇J：神級歸位            | 奧菲莉亞                        | 奧嘉·古莉寧高             | 影碟版本          |
| 2019 | 狙擊獵殺：救援行動           | 珍·安德遜                       | 奧嘉·古莉寧高             | 影碟版本          |
| 2003 | 愛不回家                     | 克蘿伊·史溫尼                   | 妮基·瑞德                 | DVD版本           |
| 2006 | 植物園                       | 李明                            | 米蘭妮·讓帕諾依           | DVD版本           |
| 2010 | 色破孽緣                     | 克蘿伊·史溫尼                   | 雅曼達·施菲               | 影碟版本          |
| 2011 | 關雲長                       | 綺蘭                            | 孫儷                      | DVD版本           |
| 2011 | 色辱                         | 西西·蘇利文                     | 嘉莉·慕萊根               | 影碟版本          |
| 2012 | 奪命異能                     | 凱西·蕾特                       | 艾希莉·英秀               | DVD版本           |
| 2012 | 閃亮人生                     | Magalie                         | 奥黛麗·弗洛特             | 影碟版本          |
| 2014 | 解碼遊戲                     | 瓊恩·克拉克                     | 姬拉·麗莉                 | 影碟版本          |
| 2014 | 霍金：愛的方程式             | 珍·懷爾德·霍金                  | 菲莉絲迪·鍾斯             | 影碟版本          |
| 2014 | 皇家特工：間諜密令           | 提兒蒂公主                      | 漢娜·阿爾絲特倫           | 影碟版本          |
| 2014 | 轟天猛將3                    | 露娜                            | 龍達·魯西                 | 公映/影碟版本     |
| 2015 | 狂野時速7                    | 卡菈                            | 龍達·魯西                 | 公映/影碟版本     |
| 2015 | 超感獵殺                     | 朴善                            | 裴鬥娜                    | Netflix頻道       |
| 2015 | 沒終點的愛                   | 露絲                            | 奧娜·卓別林               | 影碟版本          |
| 2015 | 特務型戰                     | 蓋碧拉·「蓋比」·泰勒            | 艾莉西亞·菲瑾德           | 影碟版本          |
| 2017 | 皇家特工：金圈子             | 提兒蒂公主                      | 漢娜·阿爾絲特倫           | 影碟版本          |
| 2018 | 利器                         | 卡蜜兒·普里克 少年卡蜜兒·普里克 | 艾美·亞當斯 蘇菲亞·莉莉絲 | 衛星頻道          |
| 2019 | 爱x死x机器人（E7）：裂缝以外 | Greta                           | 馬德琳·姬特               | Netflix串流媒體   |